# 21. april
21. april je 111. dan leta (112. v prestopnih letih) v gregorijanskem koledarju. Ostaja še 254 dni.

## Dogodki
- 753 pr. n. št. – ustanovljeno mesto Rim
- 1519 – Hernán Cortés se izkrca v Mehiki
- 1872 – ustanovljeno Društvo slovenskih pisateljev
- 1910 – v Ljubljani postavljen Bernekerjev spomenik Primožu Trubarju
- 1919 – prebivalci Vinice razglasijo Viniško republiko
- 1941 – grška vojska kapitulira v Epiru in Makedoniji
- 1945 – 1. francoska armada zavzame Berchtesgaden
- 1960 – Brasilia postane glavno mesto Brazilije
- 2001 – Slovenska hokejska reprezentanca se z zmago s 16:0 nad Estonijo na zadnji tekmi Svetovnega hokejskega prvenstva skupine B v Ljubljani prvič uvrsti v elitno skupino svetovnega hokeja

## Rojstva
- 1132 – Sančo VI., navarski kralj († 1194)
- 1488 – Ulrich von Hutten, nemški humanist, pesnik in reformator († 1523)
- 1774 – Jean-Baptiste Biot, francoski fizik, astronom, matematik († 1862)
- 1810 – Thomas Wright, angleški starinoslovec, pisatelj († 1877)
- 1816 – Charlotte Brontë, angleška pisateljica († 1855)
- 1828 – Hippolyte Adolphe Taine, francoski filozof, zgodovinar, kritik († 1893)
- 1830 – James Starley, angleški izumitelj († 1881)
- 1832 – Werner Munzinger, švicarski jezikoslovec, raziskovalec († 1875)
- 1837 – Fredrik Bajer, danski pisec, učitelj, mirovnik, nobelovec († 1922)
- 1849 – Oskar Hertwig, nemški embriolog, citolog († 1922)
- 1864 – Max Weber, nemški ekonomist, sociolog († 1920)
- 1882 – Percy Williams Bridgman, ameriški fizik, filozof znanosti in nobelovec 1946 († 1961)
- 1915 – Anthony Quinn, ameriški filmski igralec mehiškega rodu († 2001)
- 1922 – Aluísio Jorge Andrade Franco, brazilski dramatik († 1984)
- 1926 – Elizabeta II., britanska kraljica († 2022)
- 1946 – Iggy Pop, ameriški glasbenik
- 1971 – Mojca Senegačnik, slovenska akademska slikarka
- 1972 – Severina, hrvaška pevka
- 2000 – Atle Lie McGrath, norveški alpski smučar

## Smrti
- 234 – Šjan, zadnji cesar dinastije Han (* 181)
- 1073 – papež Aleksander II.
- 1109 – Anzelm iz Canterburyja, angleški teolog, filozof (* 1033 ali 1034)
- 1142 – Peter Abelard, francoski filozof, teolog, logik in skladatelj (* 1079)
- 1328 – Friderik IV., vojvoda Zgornje Lorene (* 1282)
- 1352 – Boleslav III. Razsipni, poljski vojvoda Legnice, izobčenec (* 1291)
- 1408 – Mirza Miran Šah Beg, vladar Kandaharja in Azerbajdžana (* 1366)
- 1509 – Henrik VII., angleški kralj (* 1457)
- 1552 – Peter Apian, nemški astronom, kartograf, matematik, izdelovalec inštrumentov (* 1495)
- 1574 – Cosimo I. de' Medici, italijanski (florentinski) knez (* 1519)
- 1591 – Sen no Rikju, japonski obredni mojster čaja (* 1522)
- 1652 – Pietro della Valle, italijanski popotnik (* 1586)
- 1699 – Jean Baptiste Racine, francoski dramatik (* 1639)
- 1714 – Vasilij Vasiljevič Golicin,  ruski knez in državnik (* 1643)
- 1718 – Philippe de La Hire, francoski matematik, astronom, fizik, naravoslovec, slikar (* 1640)
- 1731 – Daniel Defoe, angleški pisatelj (* 1660)
- 1736 – Evgen Savojski, avstrijski general, diplomat, državnik francoskega rodu (* 1663)
- 1793 – John Michell, angleški astronom, geolog, filozof (* 1724)
- 1835 – Samuel Slater, ameriški industrialec (* 1768)
- 1910 – Samuel Langhorne Clemens - Mark Twain, ameriški pisatelj (* 1835)
- 1918 – Manfred von Richthofen, nemški pilot (* 1892)
- 1924 – Eleonora Duse, italijanska gledališka igralka (* 1858)
- 1927 – André-Louis Danjon, francoski astronom (* 1890)
- 1938 – Muhammad Iqbal, indijski islamski filozof in pesnik (* 1877)
- 1943 – Rihard Jakopič, slovenski slikar (* 1869)
- 1946 – John Maynard Keynes, angleški ekonomist (* 1883)
- 1965 – sir Edward Victor Appleton, angleški fizik, nobelovec 1947 (* 1892)
- 1966 – Joseph »Sepp« Dietrich, nemški general (možen datum smrti tudi 22. april) (* 1892)
- 1990 – Frank J. Lausche, ameriški politik slovenskega rodu (* 1895)
- 1998 –

- Jean-François Lyotard, francoski filozof in literarni teoretik (* 1924)
- Milan Šega, slovenski novinar in pisatelj (* 1915)
- Janez Vipotnik, slovenski politik, novinar in pisatelj (* 1917)

- 2010 – Juan Antonio Samaranch, predsednik Mednarodnega olimpijskega komiteja (* 1920)
- 2016 – Prince, glasbenik (* 1958)
- 2021 – 
  - Ljerka Belak, slovenska igralka (* 1948)
  - France Pibernik, slovenski pesnik (* 1928)
- 2025 – papež Frančišek (* 1936)